# Босько
Босько (пол. Besko) — лемківське село в Польщі, у гміні Босько Сяноцького повіту Підкарпатського воєводства.
Населення — 4024 особи (2011).

## Розташування
Знаходилася на берегах річки Віслок, біля підніжжя Низьких Бескидів.
Через село пролягає державна шосейна дорога № 28 Затор — Вадовиці — Новий Сонч — Горлиці — Беч — Ясло — Коросно — Сянік — Перемишль — Медика і залізниця № 108 Сторожі — Ясло — Коросно — Сянік — Загір'я.

## Історія
Село істнувало ще у давньоруські часи. Першу згадку про село знаходимо в 1419 році. В 1425, 1426 і 1433 рр. в Боську засідав сяніцький суд.
В 1449 р. в селі функціонував один з чотирьох фільварків сяніцького староства на руському праві (Босько, Вільхівці, Костарівці, Улюч).
За податковим реєстром 1565 р. в селі було 69 кметів з численними податками й повинностями, 2 попи (отже, були 2 церкви), мельник, боднар, тесля, 2 корчмарі, 11 служок і 17 загородників.
До 1772 року село входило до складу Сяноцької землі Руського воєводства Речі Посполитої. З 1772 до 1918 року — у межах Сяноцького повіту Королівства Галичини та Володимирії монархії Габсбургів (з 1867 року Австро-Угорщини). 

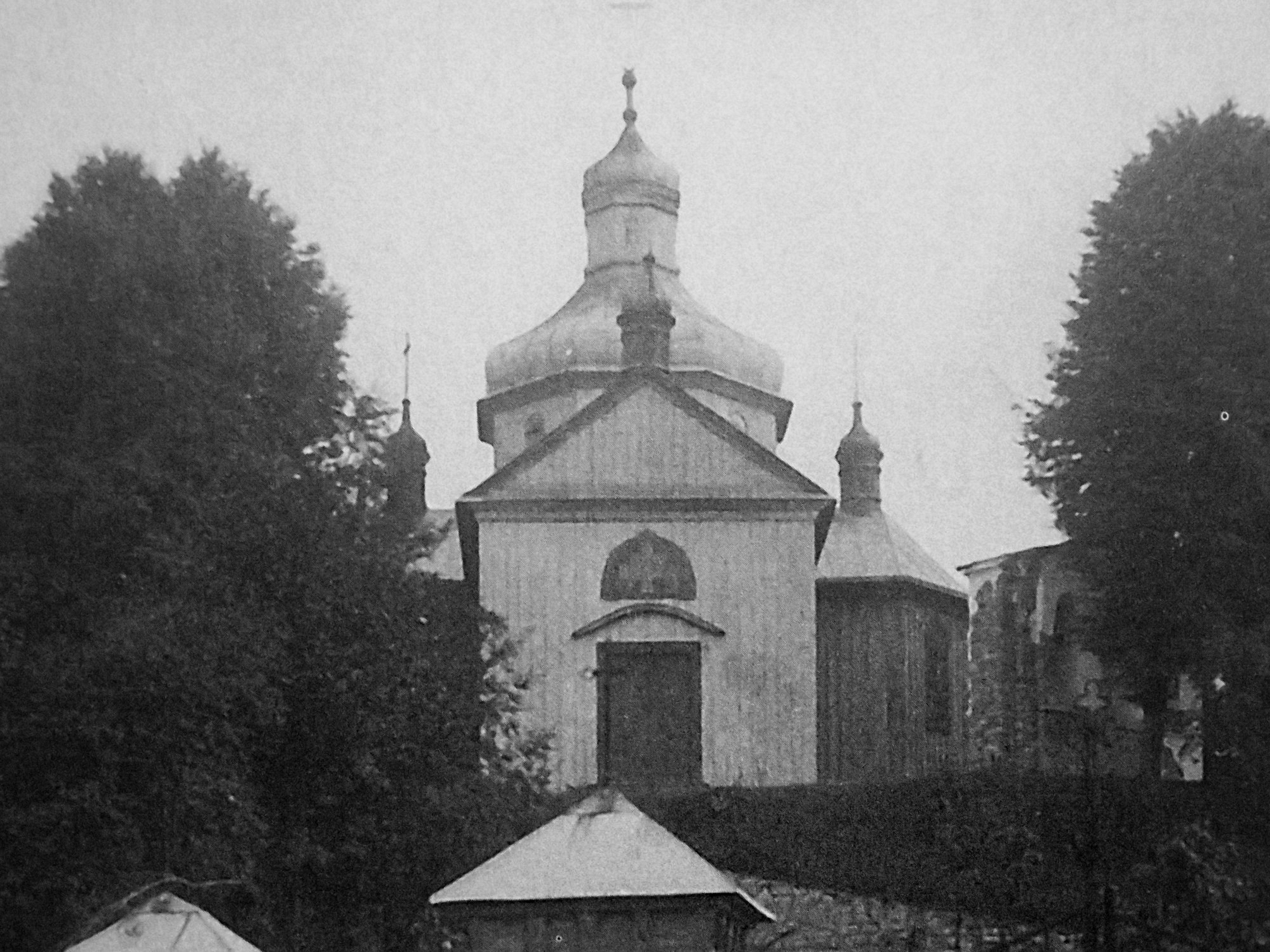
Церква Різдва Богородиці. Споруджена у 1881, розібрана у 1953.

У 1880 у селі разом з присілком Поруби було 1214 жителів (грекокатоликів, парохія належала до Сяніцького деканату).
Дерев'яна церква Різдва Пресвятої Богородиці була побудована в селі в 1881 році (зруйнована поляками в 1947 р.).
В 1884 р. через село прокладена Галицька Трансверсальна залізниця зі станцією Бесько.
Від 8 до 10 травня 1915 р. в селі проходили запеклі бої, які закінчилися форсуванням Віслоку і проривом позицій донських козаків боснійськими полками.
1939 р. в селі переважало українське населення: з 3200 жителів села — 1650 українців-грекокатоликів проти 1550 поляків. Село входило до ґміни Заршин Сяніцького повіту Львівського воєводства Польщі.
9 вересня 1939 р. в село увійшли німці, спалили 40 хат і вбили 20 осіб, у тому числі священика Михайла Величка.
У вересні 1944 року під час Карпатсько-Дукельської військової операції у селі проходили запеклі бої, у селі оборонялась німецька 68 піхотна дивізія (XXIV танковий корпус) проти радянських 47 стрілецького корпусу і 167 стрілецької дивізії і 127 гвардійської дивізії (107 стрілецький корпус). 17 вересня в село увійшов Перший Чехословацький армійський корпус. Радянські окупанти насильно мобілізували чоловіків у Червону армію. За Люблінською угодою село опинилося в Польщі. Польським військом і бандами цивільних поляків почались пограбування і вбивства, у 1945 р. банда польських шовіністів вбила в селі щонайменше 10 українців.
До 1945 р. в селі була греко-католицька парохія Риманівського деканату. Метричні книги велися з 1777 р.
Після виселення українського населення 1944–1946 років у СРСР та депортації у 1947 р. на понімецькі землі в рамках операції «Вісли» на їх місце поселені поляки.
У 1975-1998 роках село належало до Кросненського воєводства.

## Демографія
Демографічна структура станом на 31 березня 2011 року:
|          | Загалом | Допрацездатний вік | Працездатний вік | Постпрацездатний вік |
| -------- | ------- | ------------------ | ---------------- | -------------------- |
| Чоловіки | 1987    | 459                | 1347             | 181                  |
| Жінки    | 2037    | 451                | 1211             | 375                  |
| Разом    | 4024    | 910                | 2558             | 556                  |

## Пам'ятки
Фундаменти церкви і кілька надгробків на давньому цвинтарі в оточенні високих лип та новіший цвинтар першої половини ХХ ст.